# 黒岩重太郎
黒岩 重太郎（くろいわ じゅうたろう、生年不明 - 1890年（明治23年）?）は明治時代の大相撲力士。本名は不明。出身地は番付頭書に「讃岐」「高松」とあり現在の香川県高松市近郊と考えられる。大阪相撲で活躍し最高位は大関。

## 略歴
6代陣幕に入門し、初名は熊ノ岩 岩吉（熊吉）。1861年（文久元年）5月中相撲三段目が初見。1869年（明治2年）3月西前頭5枚目に入幕しいきなり9勝1敗の好成績を残した。この場所1枚下の西前頭6枚目に黒岩重太郎がいるが兄弟子であり別人である。兄弟子の方の黒岩はこの場所限りで引退し7代陣幕を継ぐが、当時大阪相撲総長だった陣幕久五郎により旧来からあった陣幕の名跡が陣浪（じんなみ）と改称させられてしまった。陣幕久五郎が大阪を去った後、8代目から元の陣幕に復している。
翌8月場所前頭2枚目に進んだ熊ノ岩は7日目もしくは8日目から黒岩 重太郎と改名。1871年（明治4年）6月関脇、1873年（明治6年）7月大関となった。安定した実力を示し1875年（明治8年）6月には梅ヶ谷と引き分けている。1876年（明治9年）暮れ大阪相撲に紛擾が起き脱走。山響光五郎、響矢熊十郎、八陣政五郎ら百余名を率いて黒岩一派を結成して興行を打った。
1878年（明治11年）9月和解して残留組・脱走組・東京方による本場所が行われ脱走組番付の張出となるが黒岩本人は出場せず場所後に姿を消した。1888年（明治21年）9月帰参して9代陣幕重太郎を襲名し頭取（年寄）となるがまもなく死去した。